# Choerophryne alpestris
Choerophryne alpestris es una especie de anfibio anuro de la familia Microhylidae.

## Distribución geográfica
Esta especie es endémica de la Provincia de las Tierras Altas del Sur de Papua Nueva Guinea. Habita entre los 3100 y 3500 m de altitud en la ladera norte del Monte Giluwe.

## Publicación original
- Kraus, 2010 : An unusual new species of Albericus (Anura: Microhylidae) from Mount Giluwe, Papua New Guinea. Proceedings of the Biological Society of Washington, vol. 123, n.º 1, p. 1-7.[2]